# Tribseer Straße 27 (Stralsund)

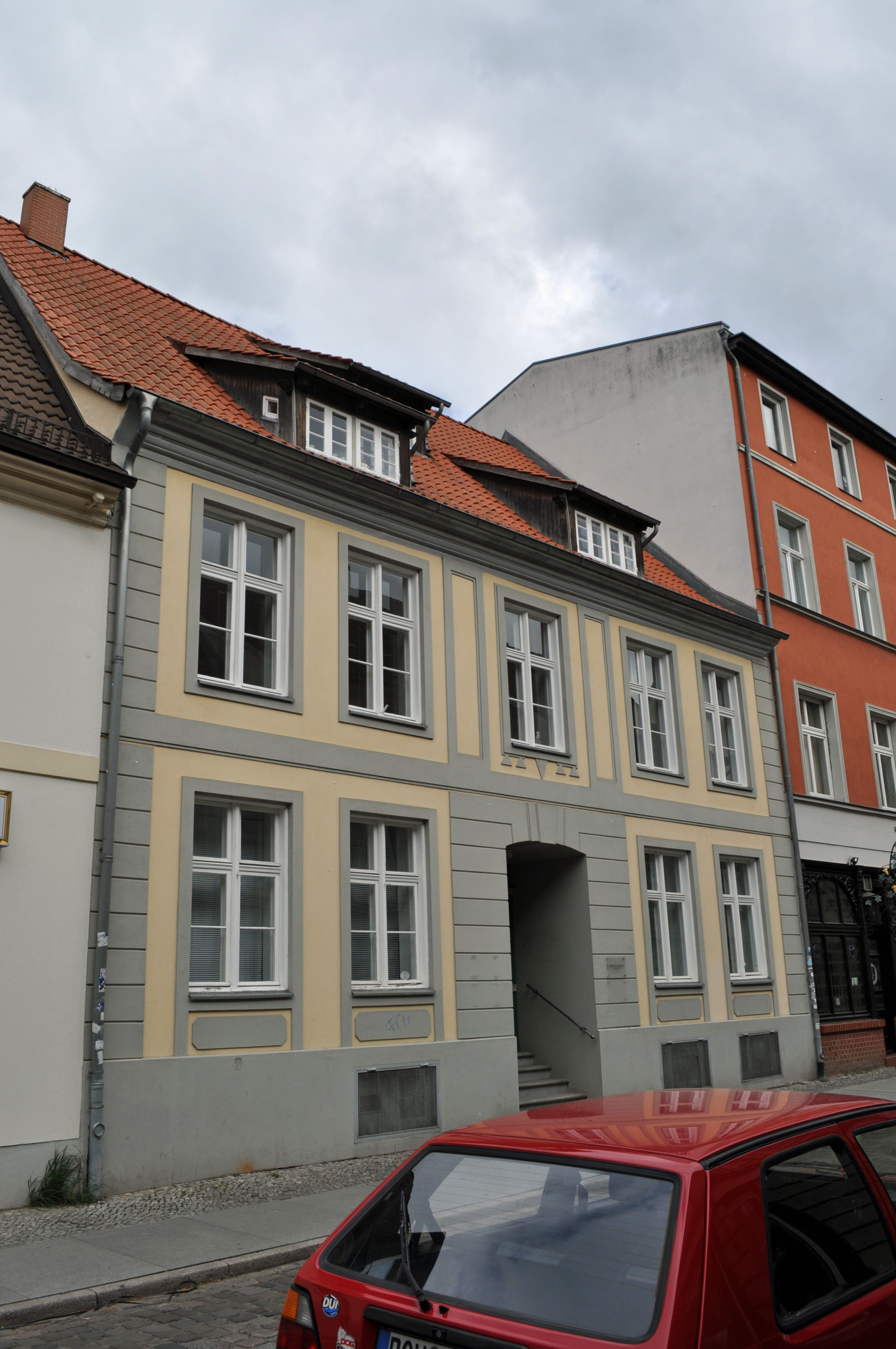
Das Haus Tribseer Straße 27 in Stralsund (2012)

Das Gebäude mit der postalischen Adresse Tribseer Straße 27 ist ein denkmalgeschütztes Bauwerk in der Tribseer Straße in Stralsund.
Der zweigeschossige und fünfachsige Putzbau wurde am Ende des 18. Jahrhunderts errichtet.
Das Haus weist genutete Gebäudekanten und ein mittig angeordnetes, ebenfalls genutetes, segmentbogiges Portal auf. Zwei schmale Putzspiegel im Obergeschoss betonen die Mittelachse zusätzlich. Ein Gesimsband trennt die Geschosse optisch.
Die zweiflügelige Haustür stammt vom Beginn des 19. Jahrhunderts.
Das Haus liegt im Kerngebiet des von der UNESCO als Weltkulturerbe anerkannten Stadtgebietes des Kulturgutes „Historische Altstädte Stralsund und Wismar“. In die Liste der Baudenkmale in Stralsund ist es mit der Nummer 760 eingetragen.